# Quadrelle

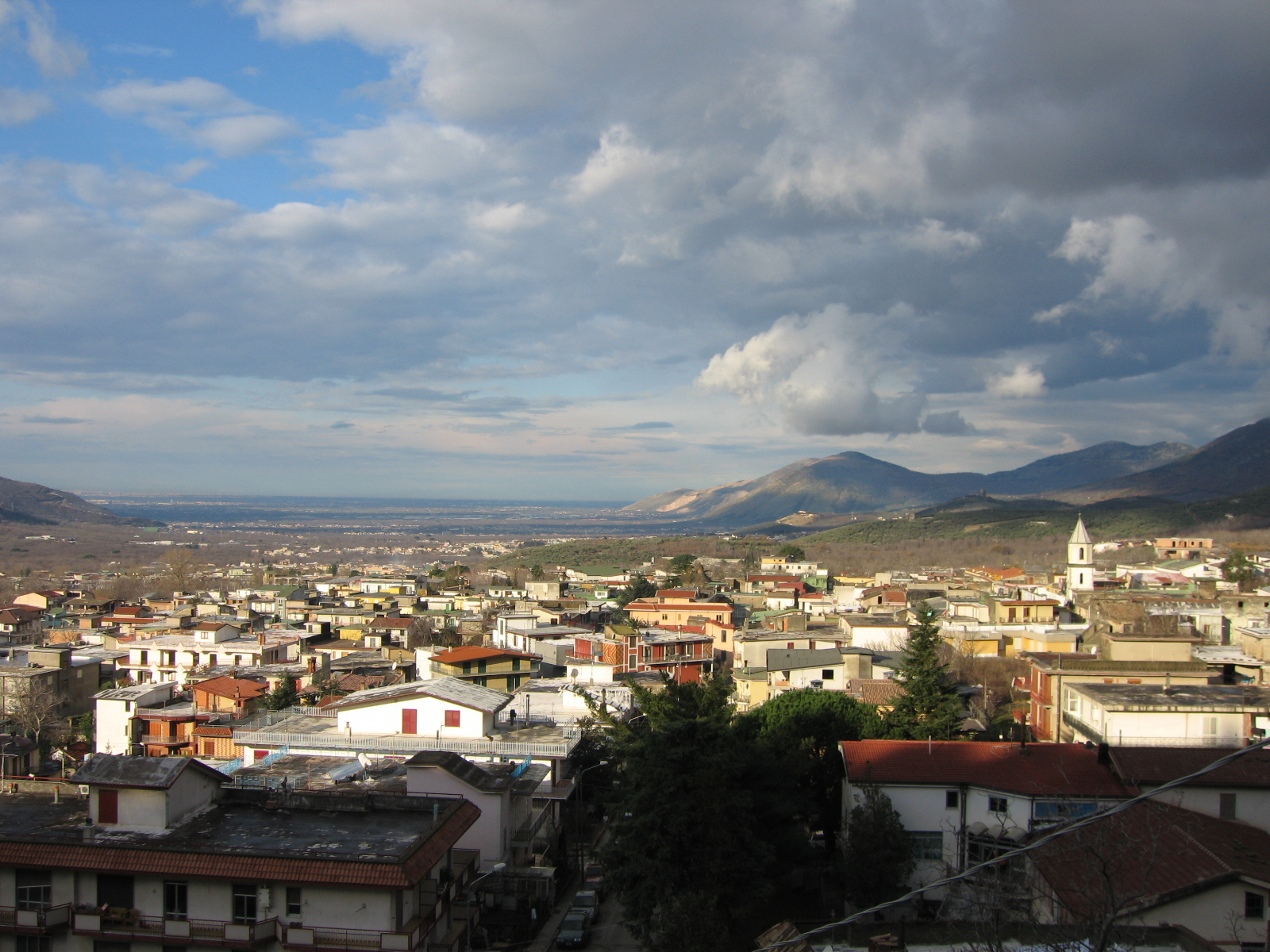
Quadrelle

Quadrelle ist eine italienische Gemeinde mit 1865 Einwohnern (Stand 31. Dezember 2023) in der Provinz Avellino in der Region Kampanien. Sie ist Teil der Bergkommune Comunità Montana Partenio - Vallo di Lauro.

## Geografie
Die Nachbargemeinden sind Mercogliano, Mugnano del Cardinale, Sirignano und Summonte.